# ورزشگاه ایوود پارک
ورزشگاه ایوود پارک متعلق به تیم بلکبرن راورز است این ورزشگاه در سال ۱۸۸۲ و با گنجایش ۳۱٬۳۶۷ هزار نفر ساخته شده‌است.